# Bataille de Charleston (1862)
Guerre de Sécession
Batailles
La bataille de Charleston constitue une victoire confédérée survenue le 13 septembre 1862, dans le comté de Kanawha, en Virginie, au cours de la guerre de Sécession. Les troupes placées sous le commandement du major général William Wing Loring infligent une défaite aux forces de l’Union dirigées par le colonel Joseph Andrew Jackson Lightburn. Cet affrontement, marqué par un usage intensif de l’artillerie mais par un nombre de pertes relativement faible, représente la deuxième grande bataille de la campagne de la vallée de la Kanawha menée par Loring en 1862. Cette campagne parvient à repousser les forces fédérales hors de la vallée de la rivière Kanawha. À l’époque de la bataille, l’ensemble des localités de cette vallée se situait dans le sud-ouest de la Virginie, bien qu’elles fassent aujourd’hui partie de l’État de Virginie-Occidentale.
Après sa victoire lors de la bataille de Fayetteville, le 10 septembre, et une poursuite le long de la rivière Kanawha, le général William Wing Loring parvient à rattraper les forces du colonel Joseph Andrew Jackson Lightburn à Charleston, dans la matinée du 13 septembre. Une grande partie des combats prend la forme d’un duel d’artillerie, en particulier après que Lightburn a replié ses troupes sur la rive ouest de la rivière Elk. Lorsque Lightburn fait incendier le pont qui enjambe la rivière, la poursuite de Loring devient difficile. Lightburn se retire alors vers l’Ohio, hors de portée, mais choisit d’éviter la route directe longeant la rivière Kanawha afin d’échapper à la cavalerie confédérée qui l’y attend. Il emporte avec lui un convoi de 700 chariots de ravitaillement.
Loring ne pousse pas plus loin la poursuite et se contente de s’emparer des équipements et provisions entreposés à Charleston. Dans son rapport, il affirme avoir mis la main sur des vivres et du matériel d’une valeur d’au moins un million de dollars (soit environ 31,5 millions de dollars en 2024), tout en assurant la protection des salines situées à proximité. Il établit son quartier général à Charleston et publie une déclaration incitant la population locale à rejoindre les rangs confédérés. Moins de quatre semaines plus tard, ses agissements indisposent le haut commandement sudiste, qui le remplace par le brigadier général John Echols. Le commandant de l’Union dans la vallée de la Kanawha avant Lightburn est Jacob Dolson Cox. Ce dernier est promu major général en octobre et reprend le commandement de la région. Les troupes confédérées quittent la vallée en novembre.

## Contexte
Pendant la guerre de Sécession, les forces de l’Union contrôlent une grande partie du sud-ouest de la Virginie, notamment durant l’été 1862. Le brigadier général Jacob Dolson Cox commande alors le district de la Kanawha, qui englobe Charleston ainsi que la portion sud-ouest de la Virginie le long de la vallée de la rivière Kanawha. Cette région occidentale de la Virginie est peu peuplée et dotée de rares voies de communication praticables. Grâce à de petits bateaux à vapeur venant de la rivière Ohio, la rivière Kanawha est navigable sur environ 110 kilomètres en amont, jusqu’à un point situé à une quinzaine de kilomètres au-dessus de Charleston, ce qui en fait un axe de transport stratégique pour le déplacement des troupes et des ravitaillements. La ville de Charleston se trouve précisément à la confluence de la rivière Elk et de la rivière Kanawha.

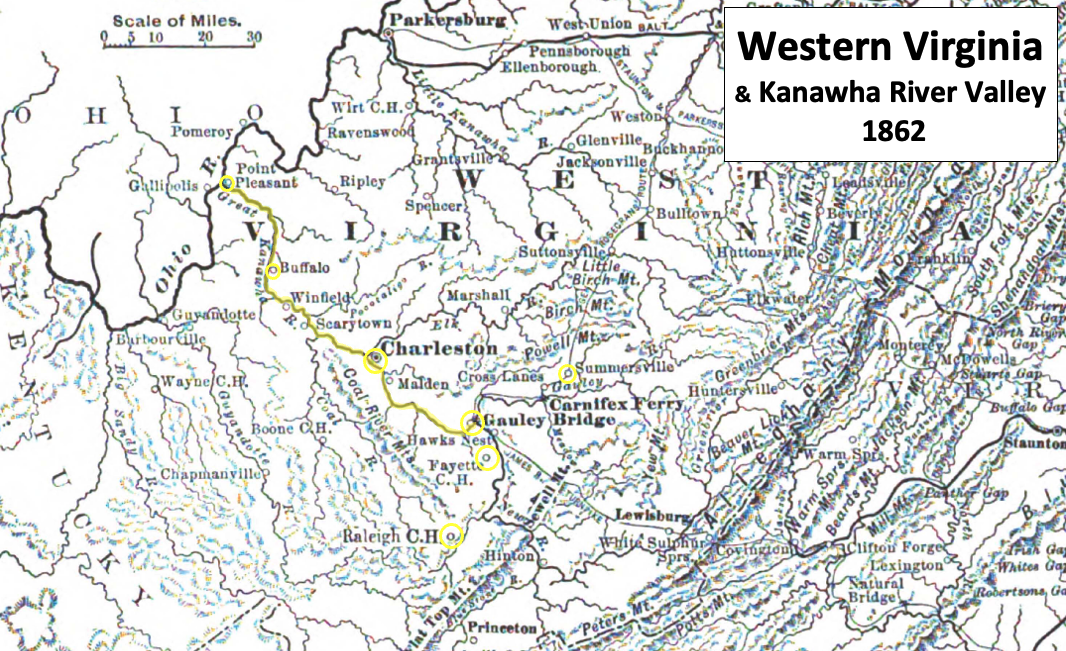
La vallée de la rivière Kanawha revêt une importance significative pour les Confédérés.

Plus en amont, sur une portion non navigable, la rivière Kanawha prend naissance à la jonction de la rivière New et de la rivière Gauley, au niveau de la localité de Gauley Bridge. Ce point est d’une importance stratégique non seulement en raison de sa position fluviale, mais aussi parce qu’il est traversé par la James River and Kanawha Turnpike, laquelle croise une autre route menant vers le nord-est, en direction de Summersville et au-delà. La portion de la vallée de la Kanawha appartenant alors à la Virginie — incluant Charleston, chef-lieu du comté de Kanawha — est intégrée à la Virginie-Occidentale, fidèle à l’Union, lors de sa création le 20 juin 1863. 
Le 14 août 1862, le général Jacob Dolson Cox entame le transfert de sa division de la Kanawha vers Washington, afin de renforcer l’armée de Virginie du major général John Pope. Par dérogation à ses ordres, environ 5 000 soldats demeurent dans la vallée de la Kanawha sous le commandement du colonel Joseph Andrew Jackson Lightburn. Peu de temps après le départ de Cox, le quartier-maître de Pope est capturé avec de nombreux documents, ce qui permet aux dirigeants confédérés d’apprendre que seules 5 000 troupes unionistes sont restés déployées dans la vallée, principalement autour de Gauley Bridge. Dans la moitié sud de la Virginie occidentale, les habitants des zones montagneuses sont majoritairement favorables à l’Union, tandis que les grandes vallées comptent une population en grande partie acquise à la cause confédérée. En 1862, la vallée de la Kanawha revêt une importance stratégique pour la Confédération, en raison de ses gisements de sel, indispensables à la conservation des vivres, et de son potentiel de recrutement militaire. La région, notamment autour de Charleston, abrite également d’importants dépôts de vivres et de matériels destinés à l’intendance des troupes de l’Union. Le major général William Wing Loring reçoit alors pour mission de débarrasser la vallée de la Kanawha des forces fédérales, avant de se diriger vers le nord-est afin de rejoindre d’autres troupes confédérées dans la vallée de Shenandoah.

## Forces en présence

### Union Army

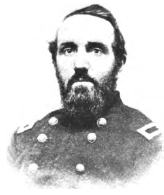
Le colonel Joseph Andrew Jackson Lightburn.

Le colonel Joseph Andrew Jackson Lightburn prend le commandement du district de Kanawha le 17 août 1862. Très pieux, il dispose toutefois d’une expérience limitée du combat. Il commande alors sept régiments d’infanterie et un régiment de cavalerie, ainsi qu’un arsenal comprenant huit obusiers de montagne et six pièces d’artillerie (trois rayées et trois à âme lisse).
La première brigade est placée sous les ordres du colonel Edward Siber. Elle regroupe les 34e et 37e régiments d’infanterie de l’Ohio. Siber, vétéran aguerri, compte plus de vingt ans de service militaire, ayant combattu en Prusse puis au Brésil.
La seconde brigade est dirigée par le colonel Samuel A. Gilbert, un officier expérimenté qui a déjà participé aux batailles de Cheat Mountain et de Lewisburg. Il commande les 44e et 47e régiments d’infanterie de l'Ohio. Sa brigade comprend également deux compagnies du 2e régiment de cavalerie loyaliste de Virginie-Occidentale, placées sous le commandement du major John J. Hoffman. Au moment de la bataille, quatre compagnies du 4e régiment d’infanterie loyaliste de Virginie-Occidentale et une compagnie du 9e régiment sont temporairement intégrées à son commandement.
D'autres unités, non rattachées de manière permanente à une brigade, comprennent le 2e régiment de cavalerie loyaliste de Virginie-Occidentale, ainsi que les 4e, 8e et 9e régiments d’infanterie loyaliste de Virginie-Occidentale. Ces régiments sont fréquemment dispersés à travers la région. Plus de la moitié du 2e régiment de cavalerie, placé sous le commandement du colonel John C. Paxton, se trouve ailleurs au moment de la bataille. Deux compagnies, dirigées par le major John J. Hoffman, sont intégrées à la deuxième brigade du colonel Gilbert. Deux autres compagnies de cavalerie opèrent sous les ordres du lieutenant-colonel Rollin L. Curtis. Le 4e régiment d’infanterie loyaliste est présent sur le champ de bataille, sous le commandement du lieutenant-colonel William H. H. Russell. En revanche, rien n’indique que le 8e régiment ait participé à la bataille de Charleston. Le seul soldat de cette unité connu pour avoir été tué au cours de la campagne meurt au combat en octobre.

### Armée des États confédérés

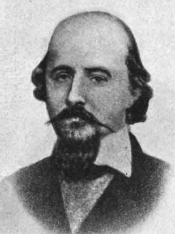
major général William Wing Loring, commandant du département de l'est du Tennessee et de l'ouest de la Virginie.

Le major général William W. Loring commande le département de l'est du Tennessee et de l'ouest de la Virginie. Soldat depuis l’âge de quatorze ans, il atteint le grade de sergent à dix-sept ans et participe à la seconde guerre séminole ainsi qu’à la guerre américano-mexicaine. Sous ses ordres se trouvent six régiments d’infanterie et trois bataillons d’infanterie équipés de plusieurs batteries d’artillerie.
La première brigade est placée sous le commandement du brigadier général John Echols. Elle comprend les 50e et 63e régiments d’infanterie de Virginie, ainsi que le 23e bataillon d’infanterie de Virginie dirigé par Derrick. Echols étant malade, le colonel John McCausland prend le commandement de la brigade. Celle-ci est renforcée par les 22e et 36e régiments d’infanterie de Virginie. Elle intègre également la batterie Lowry, la batterie Otey, ainsi qu’un petit détachement de cavalerie.
La seconde brigade est commandée par le brigadier général John Stuart Williams. Elle regroupe le bataillon Edgar et le 45e régiment d’infanterie de Virginie. Le 22e régiment d’infanterie, initialement rattaché à cette brigade, est détaché vers la première. La batterie d’artillerie de Williams, composée de six pièces, est dirigée par le major John Floyd King.
La troisième brigade est placée sous le commandement du colonel Gabriel Colvin Wharton. Lors de la bataille de Charleston, elle opère en coordination avec la deuxième brigade dirigée par le brigadier général Williams. Cette brigade est composée du 51e régiment d’infanterie de Virginie et du 30e bataillon de tireurs d'élite de Virginie, également connu sous le nom de bataillon de tireurs d'élite de Clarke.

## Prélude à la bataille

### Raid de la cavalerie confédérée

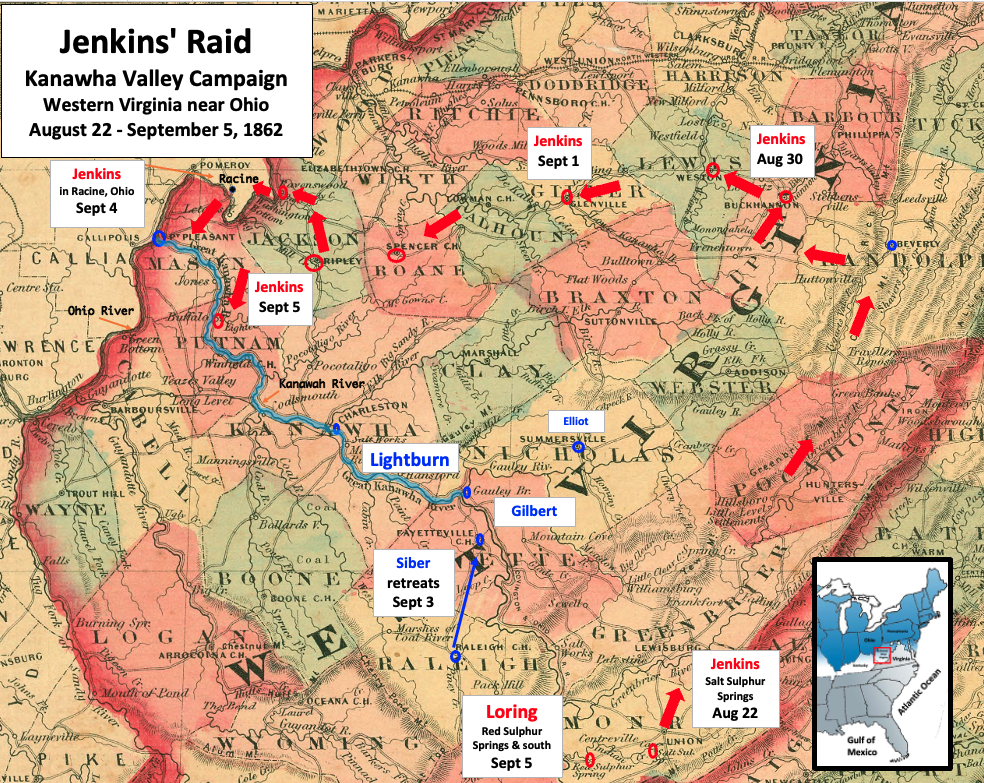
Loring compte attaquer l'armée de l'Union dès que Jenkins aura effectué une manœuvre de contournement pour lui couper la principale voie de repli.

Le général de division confédéré Loring prévoit de prendre le contrôle de la vallée de la Kanawha en menant une offensive d'envergure contre les forces de l’Union stationnées dans les comtés de Raleigh, Fayette et Kanawha. Dès le 31 août, les chefs unionistes reçoivent des rapports faisant état d’une force de 10 000 hommes sous le commandement de Loring. En réalité, ses troupes ne comptent qu’environ 5 000 soldats, mais il espère en augmenter l’effectif en recrutant les milices locales.
L’un des volets essentiels du plan de Loring consiste à envoyer une force de cavalerie traverser quelque 800 kilomètres de territoire contrôlé par l’Union, dans le but de couper la principale voie de retraite des troupes adverses en aval du fleuve. Cette force, forte d’environ 550 cavaliers, est placée sous le commandement du brigadier général Albert G. Jenkins. Le 22 août, Jenkins entame sa progression vers le nord depuis Salt Sulphur Springs. Le 30 août, il s’empare d’un dépôt d’approvisionnement de l’Union, ce qui lui permet de réarmer ses hommes, jusque-là mal équipés. L’annonce des mouvements de Jenkins parvient au colonel unioniste Lightburn, dont le quartier général se trouve à Gauley Bridge. Lightburn ordonne alors la concentration de ses forces, alors que le poste avancé de l’Union à Raleigh Court House est abandonné le 3 septembre. Le colonel Edward Siber redéploie sa brigade vers le nord, à Fayette Court House. Le 5 septembre, Jenkins atteint la petite localité de Buffalo, située sur la rivière Kanawha entre Charleston et la rivière Ohio. Le raid mené par Jenkins est alors considéré comme un succès, d'autant plus que les troupes de l’Union situées en amont ne se trouvent plus sur sa trajectoire. Le lendemain, les brigades quittent leurs camps et entament une marche vers le nord.

### Fayetteville

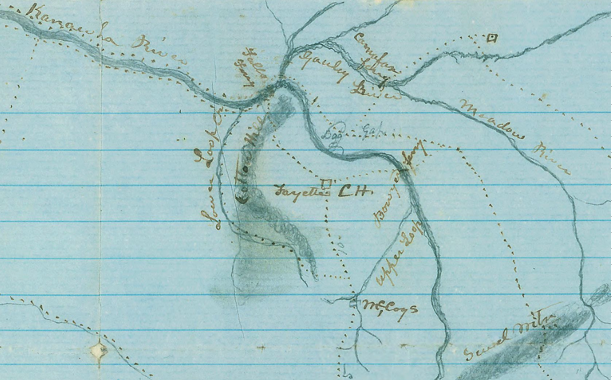
Carte de Loring pour Fayetteville (« Fayette C.H. » au centre) et Gauley Bridge.

Loring progresse à travers Princeton, Flat Top Mountain, puis atteint la fortification de Raleigh Court House le 9 septembre. Il constate alors que les troupes fédérales ont évacué les lieux. Le 10 septembre, il lance une attaque contre le front et le flanc droit des forces de l’Union à Fayetteville, ce qui donne lieu à de violents combats tout au long de la journée. Entre 1 h et 2 h du matin, le 11 septembre, la brigade du colonel unioniste Edward Siber abandonne discrètement le poste avancé de Fayette Court House et se replie vers le nord.
Estimant nécessaire une retraite générale de ses troupes, le général Lightburn envisage de diriger ses forces vers Point Pleasant, situé sur la rivière Ohio, à l’embouchure de la rivière Kanawha. Les unités fédérales positionnées hors de Fayetteville, notamment à Summersville et Gauley Bridge, se préparent elles aussi à battre en retraite. À Fayetteville, le colonel Siber organise une retraite marquée par d’importants accrochages à Cotton Hill et Montgomery Ferry. Pendant ce temps, des éléments de l’autre brigade de Lightburn, commandée par le colonel Samuel Gilbert, assurent un appui d’artillerie depuis la rive nord de la rivière. Les troupes fédérales, menées par Siber au sud et Gilbert au nord du cours d’eau, poursuivent leur repli le long de la Kanawha, talonnées par les forces confédérées.

### Charleston
Le 12 septembre, Lightburn attend au camp Union de Piatt, situé sur la rivière Kanawha, à environ 21 kilomètres en amont (vers l’est) de Charleston. La brigade de Siber traverse la Kanawha à proximité du camp, permettant ainsi la réunion des forces de Lightburn. Ce dernier estime alors à environ 8 000 le nombre de soldats confédérés présents dans la vallée. Conscient d’être poursuivi par Loring, il soupçonne la cavalerie confédérée d’attendre plus en aval de Charleston, dans le but de couper la retraite de l’armée de l’Union.
Peu après minuit, le 13 septembre, les troupes de Lightburn entament leur mouvement en direction de Charleston, en suivant le cours de la rivière vers l’aval. En 1861, la ville compte environ 1 500 habitants. Elle est implantée sur les rives de la Kanawha et se trouve sur un axe routier majeur, le James River and Kanawha Turnpike. À l’ouest de la ville, la rivière Elk se jette dans la Kanawha, et les voyageurs qui empruntent la route doivent franchir la rivière Elk par un pont suspendu. Une grande partie des troupes de Lightburn prend position en défense sur la rive occidentale de l’Elk, tandis que le reste des forces s’établit plus en avant, à l’est. Lightburn incite alors les habitants à évacuer la ville.

## Bataille
La force de Lightburn à l’est de la rivière Elk se compose d’une partie du 47e régiment d’infanterie de l’Ohio, appuyée par trois obusiers de montagne et un petit détachement du 2e régiment de cavalerie loyaliste de Virginie. Ce groupe, placé sous le commandement du colonel Lyman S. Elliott, prend d’abord position — la plus à l'est — à proximité d’une grande demeure connue sous le nom de Rosedale. Quelques minutes avant 9 h 30, les avant-postes d’Elliott, situés à l’est de la ville, commencent à être repoussés. Sur la rive nord de la rivière Kanawha, les troupes confédérées sont dirigées par le colonel John McCausland. Il déploie le 23e bataillon d’infanterie de Virginie en tant que tirailleurs en première ligne. Sa ligne de bataille principale se compose du 63e régiment d’infanterie de Virginie sur son flanc droit, du 50e régiment au centre, et du 22e régiment sur la gauche. Le 36e régiment d’infanterie de Virginie, ainsi que l’artillerie et une partie de la cavalerie, sont initialement maintenus en réserve. Sur la rive sud du Kanawha, la force de Loring est commandée par le brigadier général John S. Williams, qui fait principalement usage de son artillerie, du 30e bataillon de tireurs d’élite de Virginie et du 45e régiment d’infanterie de Virginie. Tandis que McCausland refoule les avant-postes unionistes, l’infanterie nordiste tente de traverser la Kanawha pour attaquer Williams, mais elle est rapidement repoussée.

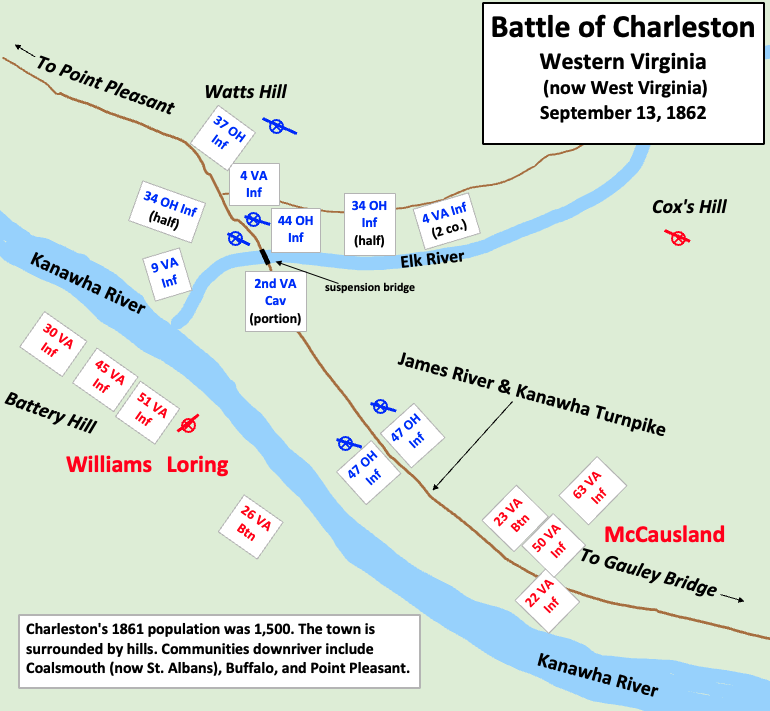
Les troupes de l'Union finissent par détruire le pont enjambant l'Elk River afin de se soustraire à la poursuite de l'armée confédérée.

À mesure que les combats s’intensifient, le colonel Gilbert organise le déploiement des troupes de l’Union, tandis que le colonel Siber positionne l’artillerie. Le feu d’artillerie confédéré, tiré depuis les deux rives de la rivière Kanawha, contraint le 47e régiment de l’Ohio à se replier vers le centre de la ville, tandis que l’artillerie de l’Union riposte. La nouvelle ligne de front unioniste aligne une compagnie du 47e Ohio face à la rivière Kanawha, tandis que le reste de la ligne s’étire à travers les rues de la ville jusqu’aux abords de la rivière Elk. Aux environs de 13 h, le général Lightburn constate que les forces confédérées se rapprochent. Il ordonne alors d’incendier tous les bâtiments gouvernementaux contenant des matériels d'approvisionnement qui n'ont pas pu être évacués. À 13 h 30, les deux camps intensifient leurs tirs d’artillerie et plusieurs bâtiments sont déjà en flammes, alors que les chariots de l’Union commencent à quitter la ville. À 14 h, le 47e régiment Ohio se retrouve encerclé sur trois côtés. Le colonel Gilbert ordonne alors le repli du régiment en le faisant passer sur le pont de la rivière Elk. Le lieutenant-colonel Augustus Parry, du même régiment, participe à la destruction de l’ouvrage, afin d'empêcher toute tentative de poursuite par les forces de McCausland. Le pont est incendié et ses câbles sont sectionnés.
Bien que la destruction du pont sur la rivière Elk crée un obstacle entre Lightburn et McCausland, un duel d'artillerie se poursuit jusqu’à 22 h. Vers 15 h, le convoi de chariots de Lightburn cesse d’avancer, bloquant ainsi la route et empêchant la retraite de l’armée. Le colonel Gilbert se rend en tête du convoi et découvre que l’arrêt est causé par des chariots surchargés et par la crainte, parmi les intendants, de la présence ennemie à l’avant. Il résout la situation en confiant le commandement au colonel Elliott, qui parvient finalement à faire reprendre la marche au convoi. Parmi les chariots se trouvent également des familles locales et des Afro-Américains fuyant, eux aussi, les troupes confédérées.

## Retraite de Lightburn

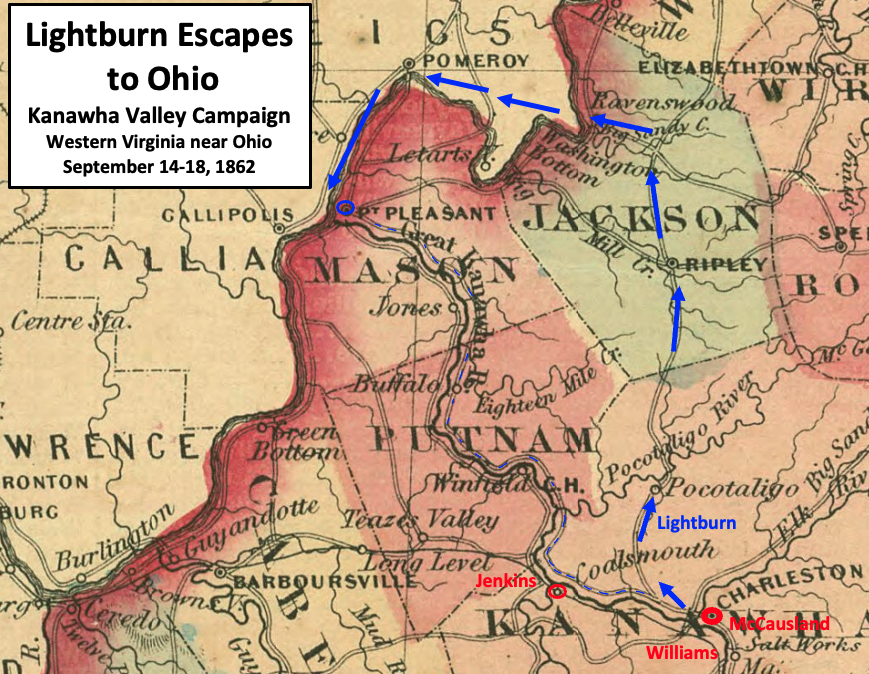
Lightburn échappe aux forces confédérées qui le poursuivent en empruntant la route de Ripley au lieu de prendre la route directe vers Point Pleasant.

Lightburn choisit de diriger ses chariots de ravitaillement vers le nord-ouest en empruntant la route de Ripley, plutôt que celle longeant directement la rivière Kanawha jusqu’à Point Pleasant. Cet itinéraire plus long permet à ses troupes d’éviter une éventuelle confrontation avec la cavalerie confédérée — qu'il croit commandée par John Buchanan Floyd ou Jenkins — positionnée à l’embouchure de la rivière Coal dans la Kanawha, un endroit également connu sous le nom de Coalsmouth. De plus, la route suivant la rivière Kanawha reste en permanence à portée de l’artillerie de Williams, qui peut encore progresser sur la rive sud du fleuve. Lightburn poursuit sa marche vers le nord en direction de Ripley jusqu’à atteindre Sissonville, où il établit son campement pour la nuit. La bataille est alors terminée, et Loring prend le contrôle de Charleston.
Le 14 septembre, les Confédérés construisent un pont flottant sur la rivière Elk et établissent leur camp de l’autre côté. La poursuite est rapidement abandonnée, car ils ont laissé leurs convois d'approvisionnements en arrière dans leur tentative de rattraper l’armée de l’Union en retraite depuis Fayetteville et Gauley Bridge. Dans son rapport, Loring indique également que l’ennemi s'est rapproché du fleuve Ohio, ce qui rendait, selon lui, « inutile toute poursuite ». La force principale de Loring s’installe à Charleston et commence l’inventaire des approvisionnements pris aux troupes unionistes.
Les hommes du général Lightburn poursuivent leur retraite, contraints de se replier face à la pression ennemie. Le 15 septembre, une partie de ses troupes atteint la ville de Ripley, ce qui marque une étape significative dans ce mouvement stratégique. Le lendemain, les forces de l’Union quittent Ripley en direction de Ravenswood, où elles amorcent la traversée de la rivière Ohio. Le 4e régiment loyaliste de Virginie, accompagné de l’artillerie, embarque sur des barges en route pour Point Pleasant. Le reste des troupes traverse le fleuve à bord de bateaux à vapeur et de barges, puis entame sa progression le long de la rive nord de l’Ohio vers la même destination. Ce n’est que dans la soirée du 18 septembre que l’ensemble des forces unionistes sous les ordres de Lightburn parvient enfin à Point Pleasant, après plusieurs jours de marche et de manœuvres logistiques complexes. Cette opération de repli, menée dans des conditions tendues, est par la suite désignée sous le nom de « retraite de Lightburn »,.

## Conséquences
Loring choisit de rester à Charleston, où il publie, le 14 septembre, une proclamation appelant la population locale à se rallier à sa cause. Il estime avoir atteint son objectif en chassant l’armée de l’Union de la vallée de la Kanawha. Le 19 septembre, la partie ouest de la Virginie est rattachée au commandement du major général unioniste Horatio Gouverneur Wright, dont le quartier général se trouve à Cincinnati. Le 27 septembre, Wright ordonne au brigadier général Quincy Adams Gillmore de prendre le commandement à Point Pleasant, avant de se raviser et de confier finalement cette mission au brigadier général Robert H. Milroy. Au début du mois d’octobre, Jacob D. Cox est promu major général et reprend le commandement de la Virginie occidentale depuis Point Pleasant. 
Loring demeure à Charleston jusqu’au 9 octobre, date à laquelle il commence à remonter le fleuve avec ses troupes. Devenu conflictuel et peu coopératif avec le haut commandement confédéré, il est relevé de ses fonctions à la mi-octobre et remplacé par le brigadier général John Echols. Le 28 octobre, Echols entame un repli vers l’est alors que les forces de l’Union progressent en amont de la rivière Kanawha. Dans l’après-midi du 30 octobre, Cox fait franchir la rivière Elk à ses troupes et entre dans Charleston. Le 2 novembre, une division de l’Union atteint Gauley Bridge, tandis qu'une inspection de l'état général des troupes sont menées à Fayetteville et à Raleigh Court House. Le 8 novembre, le commandement fédéral conclut qu’il n’est pas nécessaire d’établir de postes militaires au-delà de Gauley Bridge.

### Pertes humaines

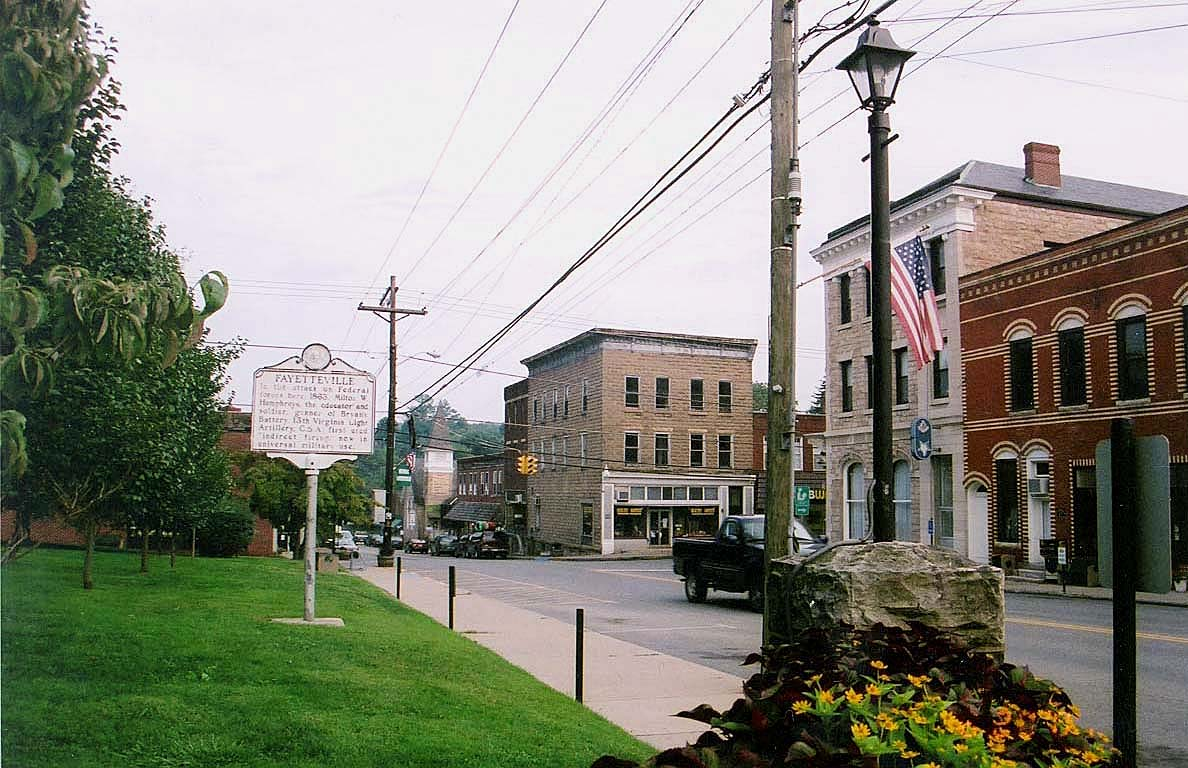
La ville de Fayetteville en août 2004.

Il est difficile d’établir avec précision les pertes subies par l’Union, dans la mesure où les rapports officiels portent sur l’ensemble de la campagne, et non spécifiquement sur la bataille de Charleston. Le rapport officiel de Lightburn pour toute la campagne fait état de 25 morts, 95 blessés et 190 disparus. La brigade de Siber engage l’essentiel de ses combats dans la région de Fayetteville. Bien qu’il ne fournisse pas de bilan détaillé des pertes, il indique avoir eu « plus de 80 » blessés à Fayetteville. Dans son rapport de campagne, Gilbert recense neuf tués, huit blessés et environ 78 disparus. Un historien entreprend de reconstituer les pertes à partir de sources diverses telles que les journaux de l’époque, les dossiers de pension, les histoires régimentaires et la correspondance militaire. D’après ses recherches, les pertes de l’Union à Charleston se limitent à onze tués, deux blessés et six disparus ou capturés, ce bilan ne concernant que les événements survenus à Charleston le 13 septembre 1862. Parmi les dix-neuf pertes recensées, douze appartiennent au 4e régiment d'infanterie de Virginie Infantry ou au 47e régiment d'infanterie de l'Ohio. Dans son rapport du 15 septembre, Loring mentionne que « quatre [soldats unionistes] sont morts à Charleston et cinq ont été blessés ». Il affirme également que « leurs pertes à l’ouest de l’Elk River, en face de Charleston, où ils ont subi de lourdes pertes, n’ont pu être déterminées ».
Côté confédéré, le médecin de Loring, John A. Hunter, signale un total de 18 morts et 89 blessés pour l’ensemble de la campagne. Le rapport de Loring en date du 13 septembre affirme que ses troupes ont pris Charleston « après une résistance acharnée de l’ennemi, au cours de laquelle leurs pertes furent lourdes et les nôtres très légères ». Dans celui du 15 septembre, il indique que les pertes confédérées à Charleston se limitent à « six morts et huit blessés légers ». En appliquant des méthodes similaires à celles utilisées pour documenter les pertes de l’Union, un historien parvient à identifier seulement quatre morts et quatre blessés confédérés à Charleston.

### Analyse stratégique
Les premiers comptes rendus de presse saluent favorablement la décision de Lightburn de se replier. Le Cleveland Morning Leader qualifie la retraite de « manœuvre indéniablement magistrale qui fait grand honneur au colonel Lightburn ». Ce dernier affirme avoir ramené plus de 700 chariots, tout en précisant qu’il a dû incendier « une grande quantité de provisions » afin d’éviter qu’elles ne tombent entre les mains de l’ennemi. De son côté, Loring rapporte que Lightburn a détruit des vivres et du matériel d’une valeur de « plusieurs millions de dollars », mais qu’il est néanmoins parvenu à s’emparer de fournitures estimées à au moins 1 000 000 dollars (l’équivalent de 31 496 667 dollars en 2024). Il mentionne également dans un rapport antérieur que les salines voisines ont pu être préservées. 
Certains soldats portent toutefois un regard critique sur la bataille et la retraite. Cox laisse entendre par la suite que la bataille de Charleston n’aurait jamais dû avoir lieu, écrivant que « l’une ou l’autre des brigades retranchées à Gauley Bridge aurait pu réussir à prendre le dessus sur Loring. Le fleuve aurait été infranchissable, car tous les bacs étaient entre les mains de nos hommes sur la rive droite, et Loring n’aurait jamais osé descendre la vallée en laissant derrière lui un poste fortifié sur la ligne de communication par laquelle il devait impérativement repasser ». Un lieutenant-colonel 4e régiment d'infanterie de Virginie-Occidentale, qui n’était alors que capitaine durant la campagne, juge quant à lui la retraite de Lightburn « désastreuse et démoralisant ». Il estime que Loring aurait pu être arrêté à Fayetteville ou à Gauley si les troupes de l’Union s’y étaient concentrées, laissant ainsi entendre que la bataille de Charleston aurait pu être évitée.

### Conservation des lieux liées à la bataille

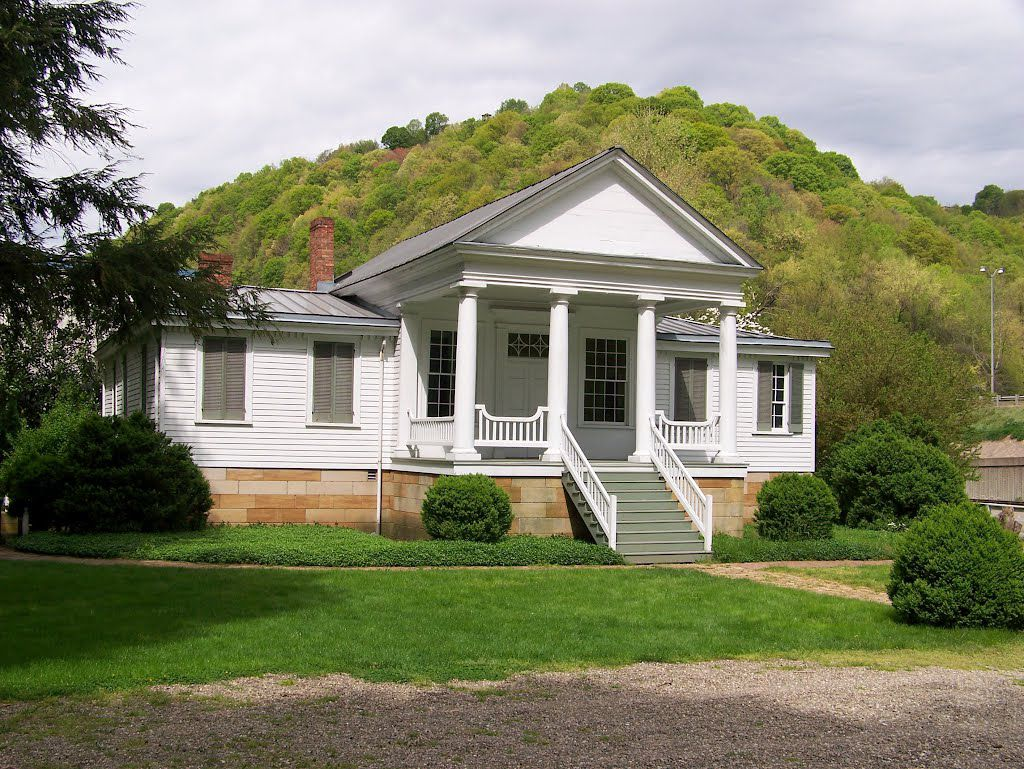
Ancienne demeure de George S. Patton Sr., photographiée en 2012.

Le champ de bataille de Charleston est aujourd’hui recouvert par une ville moderne. Certains événements et lieux de cette époque sont toutefois commémorés par des plaques historiques. Non loin de Charleston, une stèle marque l’emplacement du Camp Piatt, situé près de Belle, en Virginie-Occidentale, et installé par le département de la culture et de l’histoire de cet État. À Charleston, la Ruffner Log House, également connue sous le nom de Rosedale, que Lightburn utilisait comme quartier général, a été restaurée puis déplacée à proximité de la Craik–Patton House. Le colonel George S. Patton Sr., commandant du 22e régiment d’infanterie de Virginie qui combattait à Charleston et grand-père du général George Patton de la Seconde Guerre mondiale, était le propriétaire de la demeure aujourd’hui appelée Craik–Patton House, lorsqu'il exerçait en tant qu'avocat, bien avant la guerre de Sécession. 
Deux plaques commémoratives rappellent l’invasion de l’Ohio par Jenkins, une conséquence indirecte de l’ordre qui le positionne entre Lightburn et l’Ohio. En Virginie-Occidentale, une stèle nommée Ohio River Ford signale l’endroit, à Ravenswood, où Jenkins traversait la rivière pour pénétrer dans l’Ohio. Une autre plaque, intitulée First Ohio Invasion, est installée à Buffington Island. Une stèle historique à Gallipolis, dans l’Ohio — en face de Point Pleasant, de l’autre côté de la rivière Ohio — commémore l’église méthodiste épiscopale africaine, qui servait de refuge pour les soldats « durant la retraite de Lightburn ».